# Rajmund Fodor
Rajmund Fodor (* 21. Februar 1976 in Szeged) ist ein ungarischer Wasserballer. Rajmund Fodor ist 1,90 m groß und sein Wettkampfgewicht beträgt 94 kg.
Rajmund Fodor gehört zu der Generation ungarischer Wasserballer, die ab den 1990er Jahren an die großen Erfolge der 1950er Jahre anknüpfen konnte.
Rajmund Fodor gehörte bereits 1993 zu dem Team, das bei der Europameisterschaft Silber gewann. Es folgten Silber 1995 bei der Europameisterschaft, die Europameistertitel 1997 und 1999 und dazwischen wurde er Weltmeisterschaftszweiter 1998.
Bei den Olympischen Spielen 2000 in Sydney gewann das ungarische Team mit Rajmund Fodor Gold. 2001 und 2003 wurde er Dritter bei der Europameisterschaft und gewann 2003 den Weltmeistertitel. In Athen bei den Olympischen Spielen 2004 half er mit, die Goldmedaille von 2000 zu verteidigen. 2005 gewann er Silber bei der Weltmeisterschaft.
| Personendaten    | Personendaten            |
| ---------------- | ------------------------ |
| NAME             | Fodor, Rajmund           |
| KURZBESCHREIBUNG | ungarischer Wasserballer |
| GEBURTSDATUM     | 21. Februar 1976         |
| GEBURTSORT       | Szeged                   |